# 西中田
西中田（にしなかだ）は、宮城県仙台市太白区の地名。現行行政地名は西中田一丁目から西中田七丁目。郵便番号は981-1105。JR南仙台駅の西側区域に当たる。

## 地理
東北本線南仙台駅の西側に位置する。西から北にかけて柳生一丁目・二丁目・三丁目および柳生（大字）、東で東北本線の線路を挟み中田一丁目・三丁目・六丁目・七丁目、南東で名取市上余田、南西で名取市田高と接する。

## 歴史
※中田の項も参照のこと
南仙台駅（旧：陸前中田駅）周辺は旧中田村の中心部であったが、奥州街道の宿駅・中田宿があった線路の東側に家屋が集中しており、線路の西側は昭和16年（1941年）の仙台市編入後も依然として田園地帯のままであった。
昭和40年代に入り中田地区にも宅地開発の波が押し寄せると、市当局はこれに対応すべく、昭和47年（1972年）から仙台市中田町（旧：中田村前田）のうち東北本線以西の土地97.0haを対象に土地区画整理事業を実施した（中田第一土地区画整理事業）。事業開始から8年目の昭和54年（1979年）7月、南仙台駅および旧中田宿を中心とする中田町の北西部に住居表示が実施されることになると、東北本線の線路を境として、当該部分の西側（区画整理実施箇所）を西中田とし、東側を中田とした。なお同地区の区画整理事業は昭和56年（1981年）に完了し、これに続く形で翌年から西隣の柳生地区でも区画整理事業が実施された（平成8年（1996年）まで）。

### 沿革
- 昭和54年（1979年）7月1日 - 仙台市中田町のうち東北本線の線路以西の部分[5]と、同市柳生のうち宮城県道258号以東の部分[6]を併せて住居表示を実施し、西中田（1丁目～7丁目）とする。
- 平成元年（1989年）4月1日 - 仙台市の政令指定都市化にともない、太白区の所属となる。

## 世帯数と人口
2017年（平成29年）4月1日現在の世帯数と人口は以下の通りである。
| 丁目        | 世帯数    | 人口     |
| ----------- | --------- | -------- |
| 西中田1丁目 | 496世帯   | 1,145人  |
| 西中田2丁目 | 375世帯   | 919人    |
| 西中田3丁目 | 761世帯   | 1,721人  |
| 西中田4丁目 | 489世帯   | 1,028人  |
| 西中田5丁目 | 992世帯   | 2,237人  |
| 西中田6丁目 | 1,424世帯 | 3,293人  |
| 西中田7丁目 | 1,022世帯 | 2,582人  |
| 計          | 5,559世帯 | 12,925人 |

## 交通

### 鉄道
- JR東日本
  - 東北本線・南仙台駅 - 西口側の敷地が西中田一丁目・四丁目にかかる。
  - 東北新幹線 - 駅は設置されていない。

### 道路
- 宮城県道39号仙台岩沼線
- 宮城県道258号仙台館腰線

## 施設
- 仙台市立西中田小学校
- くり幼稚園
- YMCA西中田保育園
- 西中田簡易郵便局
- 西中田公園
- 西中田七丁目公園
- 中田神社